# Smolenská jaderná elektrárna
Smolenská jaderná elektrárna (rusky Смоленская АЭС) je jaderná elektrárna v Rusku. Nachází se u západních hranic Ruska, 3 km od města Děsnogorsk ve Smolenské oblasti. Hlavním konstruktérem elektrárny byl Nikolaj Dolležal. Tato elektrárna je také jednou ze čtyř, která je technickým řešením podobná Černobylské jaderné elektrárně V. I. Lenina.

## Historie a technické informace
Smolenská jaderná elektrárna začala být plánována v druhé polovině 60. let, protože v oblasti začaly být budovány závody na zpracování rašeliny, které vyžadovaly velké množství elektrické energie. 
Jako staveniště bylo vybráno místo asi 100 kilometrů jihovýchodně od města Smolensk. Nové město s názvem Děsnogorsk bylo založeno speciálně pro jadernou elektrárnu a její stavitele a později i její zaměstnance. 
Stavba prvního reaktoru byla zahájena 1. října 1975. Druhý reaktor prvního dvojbloku RBMK následoval 1. června 1976. Blok č. 1 byl synchronizován se sítí 9. září 1982 a do komerčního provozu vstoupil 30. září 1983. Integrace druhého bloku do sítě proběhlo 31. května 1985 a jeho komerční provoz byl zahájen 2. července 1985.

#### Expanze na 4000 MW
Ještě při stavbě prvních dvou bloků byl na konci 70. let přijat návrh na rozšíření výkonu elektrárny na 4000 MW dostavbou dalšího dvojbloku RBMK s pokročilými technologiemi oproti prvním dvěma blokům.
Stavba třetího reaktoru započala 1. května 1984 a čtvrtého 1. října 1984. I přes černobylskou havárii a velké ekonomické problémy v SSSR byl třetí blok připojen do sítě 17. ledna 1990 a posléze spuštěn 12. října 1990. Jde o poslední reaktor RBMK dokončený po černobylské havárii a poslední jaderný reaktor dokončený v SSSR před jeho zhroucením.
Stavba čtvrtého reaktoru byla zastavena roku 1993 a zrušena roku 1999, ačkoli byl v prosinci 2004 stále Smolensk-4 uveden jako „plánovaný“.

#### Expanze na 6000 nebo 7000 MW
Společně s expanzí na 4000 MW bylo v budoucnu plánováno rozšířit elektrárnu na 6000 MW nebo 7000 MW dostavbou buď dalšího dvojbloku RBMK-1000 nebo dvou bloků RBMK-1500. Po roce 1986 dvou reaktorů VVER-1000/320. Tento plán se však nikdy neuskutečnil a po rozpadu SSSR byl zrušen a nahrazen plánem na stavbu nové elektrárny.

### Nová elektrárna
Existuje také plán nahradit stávající elektrárnu dvěma, později čtyřmi bloky VVER-TOI (VVER-1300/510), stavba by měla započít v druhé polovině 20. let 21. století a první blok by měl být spuštěn po odstavení prvního ve stávající elektrárně.

## Informace o reaktorech
| Reaktor    | Typ reaktoru | Výkon   | Výkon   | Zahájení výstavby                     | Připojení k síti                      | Uvedení do provozu                    | Uzavření                              |
| Reaktor    | Typ reaktoru | Čistý   | Hrubý   | Zahájení výstavby                     | Připojení k síti                      | Uvedení do provozu                    | Uzavření                              |
| ---------- | ------------ | ------- | ------- | ------------------------------------- | ------------------------------------- | ------------------------------------- | ------------------------------------- |
| Smolensk-1 | RBMK-1000    | 925 MW  | 1000 MW | 1. 10. 1975                           | 9. 12. 1982                           | 30. 9. 1983                           | 2027                                  |
| Smolensk-2 | RBMK-1000    | 925 MW  | 1000 MW | 1. 6. 1976                            | 31. 5. 1985                           | 2. 7. 1985                            | 2030                                  |
| Smolensk-3 | RBMK-1000    | 925 MW  | 1000 MW | 1. 5. 1984                            | 17. 1. 1990                           | 12. 10. 1990                          | 2034                                  |
| Smolensk-4 | RBMK-1000    | 925 MW  | 1000 MW | 1. 10. 1984                           | Výstavba zrušena 1. prosince 1993     | Výstavba zrušena 1. prosince 1993     | Výstavba zrušena 1. prosince 1993     |
| Smolensk-5 | RBMK-1500    | 1380 MW | 1500 MW | Plány na výstavbu zrušeny v roce 1986 | Plány na výstavbu zrušeny v roce 1986 | Plány na výstavbu zrušeny v roce 1986 | Plány na výstavbu zrušeny v roce 1986 |
| Smolensk-6 | RBMK-1500    | 1380 MW | 1500 MW | Plány na výstavbu zrušeny v roce 1986 | Plány na výstavbu zrušeny v roce 1986 | Plány na výstavbu zrušeny v roce 1986 | Plány na výstavbu zrušeny v roce 1986 |